# 伊東英幸
伊東 英幸（いとう ひでゆき、1943年（昭和18年））は、日本の実業家。ダスキン代表取締役会長。
北海道美唄市生まれ。北海道美唄東高等学校卒。1968年（昭和43年）ダスキン入社。長年、営業畑を歩み、経理部門や生産部門の業務に携わった。1998年同取締役。2001年（平成13年）同常務取締役。2002年（平成14年）ダスキン代表取締役社長に就任。2009年（平成21年）から現職。

## テレビ出演
- 日経スペシャル カンブリア宮殿 「サービスを売るな！時間を売れ！」（2008年6月9日、テレビ東京）- ダスキン 代表取締役社長として出演[1]。